# بومان (كيبك)
بومان (بالإنجليزية: Bowman, Quebec)‏ هي بلدية محلية في كيبيك تقع في كندا في Papineau Regional County Municipality. يقدر عدد سكانها بـ 677 نسمة ومساحتها 164.40 كم2 .